# Bisdom Palmira
Het bisdom Palmira (Latijn: Dioecesis Palmirana) is een rooms-katholiek bisdom met als zetel Palmira, in Colombia. Het bisdom is suffragaan aan het aartsbisdom Cali. 

## Geschiedenis
Het bisdom werd opgericht op 17 december 1952, uit delen van het bisdom Cali en het aartsbisdom Popayán, en was suffragaan aan het aartsbisdom Popayán. Op 20 juni 1964 veranderde het van kerkprovincie en werd suffragaan aan het nieuw verheven aartsbisdom Cali. 

## Parochies
Het bisdom had in 2021 een oppervlakte van 4.976 km2 en telde 885.600 inwoners waarvan 89,8% rooms-katholiek was.

## Bisschoppen
- Jesús Antonio Castro Becerra (18 december 1952 - 20 augustus 1983)
- José Mario Escobar Serna (20 augustus 1983 - 13 oktober 2000; coadjutor sinds 3 mei 1982)
- Orlando Antonio Corrales García (9 april 2001 - 12 januari 2007)
- Abraham Escudero Montoya (2 februari 2007 - 6 november 2009)
- Edgar de Jesús Garcia Gil (24 mei 2010 - heden)

## Galerij van afbeeldingen

Wapen van het bisdom Palmira
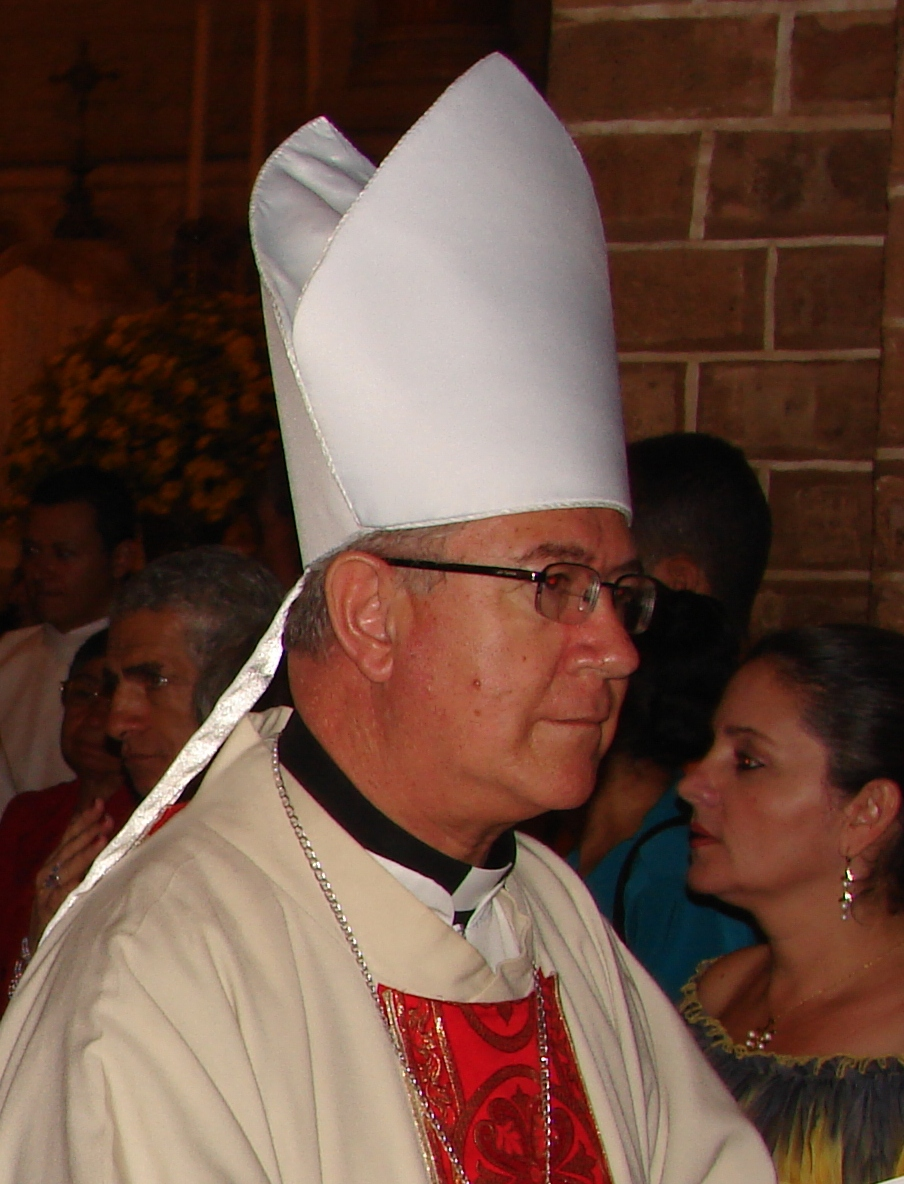
Bisschop Orlando Antonio Corrales García (2001-2007)
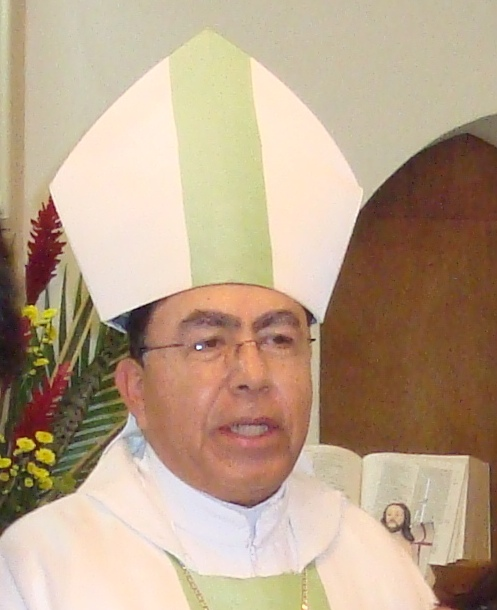
Bisschop Edgar de Jesús Garcia Gil

Cali (aartsbisdom) · Buenaventura · Buga · Cartago · Palmira